# FC Kallon
Kallon FC, f.d. Sierra Fisheries, är en fotbollsklubb från Freetown i Sierra Leone. Kallon är en av landets mest framgångsrika klubbar och spelar sina hemmamatcher på National Stadium i Freetown. 
Klubben har tagit sitt namn efter Sierra Leones mest kända fotbollsspelare Mohamed Kallon, som bland annat spelat för Spånga IS, Inter och AS Monaco. Kallon FC vann den nationella ligan 2006 och kvalificerade sig därmed till afrikanska mästarcupen.

## FC Kallon-spelare i svenska klubbar
Anfallarna Sheriff Suma samt de två tidigare AIK-spelarna Teteh Bangura och Mohamed Bangura har Kallon FC som moderklubb. Spelaren Mohamed Kamanor spelade i Superettan-klubben Umeå FC våren 2012. I juli 2012 lånade Djurgårdens IF spelaren Alhaji Kamara av FC Kallon. Alhaji Kamara skrev i november 2013 på ett treårskontrakt med IFK Norrköping. I juli 2016 värvades Alhassan Kamara av BK Häcken.